# Kylie Christmas
Kylie Christmas – trzynasty album studyjny i pierwszy album kolędowy australijskiej piosenkarki Kylie Minogue. Został wydany 13 listopada 2015 przez Parlophone, zaś w Ameryce Północnej przez Warner Bros. Records.
Płyta zyskała status złotej na Węgrzech (ponad 1000 sprzedanych egzemplarzy) i w Wielkiej Brytanii (ponad 148 tys.).

## Lista utworów
| #   | Tytuł                                                 | Kompozytorzy                                     | Producent                 | Długość |
| --- | ----------------------------------------------------- | ------------------------------------------------ | ------------------------- | ------- |
| 1.  | „It’s the Most Wonderful Time of the Year”            | Edward Pola, George Wyle                         | Steve Anderson            | 2:44    |
| 2.  | „Santa Claus Is Coming to Town” (feat. Frank Sinatra) | John Frederick Coots, Haven Gillespie            | Charles Pignone, Anderson | 2:15    |
| 3.  | „Winter Wonderland”                                   | Felix Bernard, Richard B. Smith                  | Anderson                  | 1:53    |
| 4.  | „Christmas Wrapping” (z Iggy Popem)                   | Chris Butler                                     | Anderson                  | 5:05    |
| 5.  | „Only You” (z Jamesem Cordenem)                       | Vince Clarke                                     | Anderson                  | 3:05    |
| 6.  | „I’m Gonna Be Warm This Winter”                       | Hank Hunter, Mark Barkan                         | Anderson                  | 2:29    |
| 7.  | „Every Day’s Like Christmas”                          | Mikkel Eriksen, Tor Erik Hermansen, Chris Martin | Stargate, Anderson        | 4:13    |
| 8.  | „Let It Snow”                                         | Sammy Cahn, Jule Styne                           | Anderson                  | 1:56    |
| 9.  | „White December”                                      | Kylie Minogue, Karen Poole, Matt Prime           | Prime                     | 3:07    |
| 10. | „2000 Miles”                                          | Chrissie Hynde                                   | Anderson                  | 3:34    |
| 11. | „Santa Baby”                                          | Joan Javits, Philip Springer, Tony Springer      | Chong Lim, Anderson       | 3:22    |
| 12. | „Christmas Isn't Christmas 'Til You Get Here”         | Minogue, Anderson, Poole                         | Anderson                  | 3:03    |
| 13. | „Have Yourself a Merry Little Christmas”              | Hugh Martin, Ralph Blame                         | Anderson                  | 3:22    |